# Edingale
Edingale is een civil parish in het bestuurlijke gebied Lichfield, in het Engelse graafschap Staffordshire met 632 inwoners.